# Irineu de Bačka
Irineu (em sérvio:  Иринеј, transl. Irinej; nascido Mirko Bulović, em sérvio:  Мирко Буловић em 11 de fevereiro de 1947, Stanišić, Sombor, Sérvia, Iugoslávia) é um clérigo sérvio, desde 1990 Bispo de Bačka.

## Biografia
Mirko Bulović nasceu em 11 de fevereiro de 1947 em Stanišić, vilarejo em Sombor, na Sérvia, então parte da Iugoslávia, filho de Mihailo e Zorka. Graduou-se em teologia na Universidade de Belgrado em 1969, mentorado por São Justino de Ćelije, obtendo a tonsura monástica durante o curso e assumindo o nome de Irineu (em sérvio:  Иринеј, transl. Irinej). Iniciou seus estudos de pós-graduação na Universidade de Atenas em 1970, obtendo seu doutorado em 1980. Em 1981, foi apontado professor de exegese do Novo Testamento na Universidade de Belgrado.
Em 1989, durante sessão do sínodo da Igreja Ortodoxa Sérvia, Irineu foi eleito Bispo Vigário de Moravica. No ano seguinte, contudo, foi eleito Bispo de Bačka, sendo consagrado em 20 de maio no Mosteiro Patriarcal de Peć e entronado na Catedral de São Jorge em Novi Sad em 24 de dezembro. Quando Irineu, Patriarca da Sérvia, adoeceu em 2019, Irineu de Bačka era um dos nomes considerados para sucedê-lo. Com a vacância do trono em 2020, foi o segundo bispo mais votado no sínodo de fevereiro de 2020 que elegeu Porfírio como Patriarca, recebendo 30 votos. Em 20 de fevereiro, testou-se positivamente para COVID-19, reportando febre, mas não sintomas pneumônicos.